# Georges-Henri Régnier
Pour les articles homonymes, voir Régnier.
Georges-Henri Régnier, né en 1941[Où ?], est un acteur, metteur en scène, décorateur de théâtre, directeur de théâtre. Il a été codirecteur du Théâtre du Limousin avec Jean-Pierre Laruy, dans les années 1960 puis directeur du Théâtre de Bourges. Je signale que G.H. Régnier est décédé depuis au moins 15 ans[Quand ?][Où ?].

## Biographie
Après avoir étudié la danse classique, il suit les cours de l'École nationale supérieure des arts et techniques du théâtre rue Blanche à Paris. Il a été codirecteur du Centre dramatique national. du Limousin avec Jean-Pierre Laruy, dans les années 1960 puis directeur du Théâtre de Bourges.

## Centre dramatique national du Limousin
Il est directeur artistique de la Compagnie Régnier-Laruy de 1961 à 1964. Puis de 1964, il est avec Jean-Pierre Laruy, le codirecteur du Théâtre du Limousin,. Parmi les spectacles : Les Séquestrés d'Altona de Jean-Paul Sartre (l'affiche de ce spectacle a été exposée à la BNF lors de la rétrospctive Sartre) et de nombreuses autres pièces du répertoire classique et contemporain. Ou bien Savonarole au théâtre de l'Odéon.
Après plusieurs années de présence régulière en Limousin, l'équipe constituée autour de Jean-Pierre Laruy et Georges-Henri Régnier est devenue, à l'initiative du ministère de la Culture qui appréciait leur travail, une troupe nationale permanente.
Georges-Henri Régnier, est appelé à la direction du théâtre de Bourges. C'est là que la "Compagnie Georges-Henri Régnier" travaillera de 1972 à 1977.

## Le fonds d'archives à la Bibliothèque Nationale
Le fonds d'archives du Centre théâtral du Limousin et de la compagnie Régnier-Laruy de la Bibliothèque Nationale contient les archives de près de 80 spectacles montés par Jean-Pierre Laruy, avec la collaboration de Georges-Henri Régnier depuis la création du Jeune Théâtre en 1961. En 1984, ce fonds a été déposé sous forme de don à la Bibliothèque nationale de France, Département des arts du spectacle. Ce fonds est en cours de classement. Il contient des correspondances, des manuscrits, des textes de pièce, des affiches, des programmes, des photographies et des coupures de presse.

## Spectacles
- 1967 "Voulez-vous jouer avec môa ?" de Marcel Achard au Grand Théâtre de Limoges Metteur en scène : Georges-Henri Régnier décors de Georges-Henri Régnier ; costumes de Georges-Henri Regnier ; spectacle interprété par Centre Théâtral du Limousin avec Claude Cortesi dans le rôle de Rascasse.
- 1968 "L'Échange" de Paul Claudel[7] au Centre théâtral du Limousin décors et les costumes [8]
- 1968 "Le Diable et le bon Dieu" de Jean-Paul Sartre au Centre Théâtral du Limousin, Troupe permanente nationale ; mise en scène de Jean-Pierre Laruy ; décors de Georges-Henri Régnier ; costumes de Georges-Henri Régnier et surtout "La Comédie des erreurs" de Shakespeare avec Claude Cortesi dans le double rôle des Dromion.

## Sources
- Fiche data BNF
- L'Avant-Scène Théâtre no 463, 1er janvier 1971, contient un article de Paul-Louis Mignon sur Jean-Pierre Laruy et Georges-Henri Régnier, Des notes pour la mise en scène de Savonarole, par Jean-Pierre Laruy. Le Centre théâtral du Limousin y est présenté par J.-P. Laruy et G.-H. Régnier.
- Pascale Goetschel, Jean-Claude Yon, Directeurs de théâtre, XIXe – XXe siècles: histoire d'une profession, p. 100, éd. Publications de la Sorbonne, 2008,  (ISBN 2859446001)
- Paris-Théâtre, no 257 à 270, p. 7 à 12, Le Centre théâtral du Limousin, 1970